# Gerardo Ernesto Salas Arjona
Gerardo Ernesto Salas Arjona (Bailadores, 20 ottobre 1966) è un vescovo cattolico venezuelano, dal 22 agosto 2022 vescovo di Acarigua-Araure.

## Biografia
Nasce a Bailadores, nel comune di Rívas Dávila e nell'arcidiocesi di Mérida, il 20 ottobre 1966.

### Formazione e ministero sacerdotale
Svolge gli studi di filosofia e teologia nel seminario maggiore di Mérida e successivamente ottiene la licenza in teologia presso l'istituto di liturgia pastorale Santa Giustina in Padova.
Il 22 agosto 1992 è ordinato presbitero dall'arcivescovo Baltazar Enrique Porras Cardozo.
Nel corso del suo ministero presbiterale svolge i seguenti incarichi:
- parroco presso la parrocchia Espiritu Santo in Ejido;
- parroco presso la parrocchia San Buenaventura in Matriz;
- parroco presso la parrocchia Santiago Apostol in La Punta;
- parroco presso la parrocchia San Miguel Arcangel in El Llano;
- parroco presso la parrocchia Nuestra Senora del Rosario in Mérida;
- docente presso il seminario maggiore di Mérida;
- direttore accademico del seminario maggiore di Mérida;
- assistente ecclesiastico del movimento Cursillos de Cristiandad;
- direttore spirituale del movimento Cursillos de Cristiandad;
- sottosegretario della Conferenza episcopale venezuelana.

### Ministero episcopale
Il 22 agosto 2022 papa Francesco lo nomina vescovo di Acarigua-Araure; succede a Juan Carlos Bravo Salazar, precedentemente nominato vescovo di Petare. Il 5 novembre seguente riceve l'ordinazione episcopale, nella cattedrale di Nostra Signora della Corteccia ad Acarigua, dal cardinale Baltazar Enrique Porras Cardozo, co-consacranti l'arcivescovo Jesús González de Zárate Salas e il vescovo Gonzalo Arturo Bravo Álvarez. Durante la stessa celebrazione prende possesso della diocesi.

## Genealogia episcopale
La genealogia episcopale è:
- Cardinale Scipione Rebiba
- Cardinale Giulio Antonio Santori
- Cardinale Girolamo Bernerio, O.P.
- Arcivescovo Galeazzo Sanvitale
- Cardinale Ludovico Ludovisi
- Cardinale Luigi Caetani
- Cardinale Ulderico Carpegna
- Cardinale Paluzzo Paluzzi Altieri degli Albertoni
- Papa Benedetto XIII
- Papa Benedetto XIV
- Papa Clemente XIII
- Cardinale Marcantonio Colonna
- Cardinale Giacinto Sigismondo Gerdil, B.
- Cardinale Giulio Maria della Somaglia
- Cardinale Carlo Odescalchi, S.I.
- Cardinale Costantino Patrizi Naro
- Cardinale Lucido Maria Parocchi
- Papa Pio X
- Papa Benedetto XV
- Papa Pio XII
- Cardinale Eugène Tisserant
- Arcivescovo Raffaele Forni
- Cardinale José Alí Lebrún Moratinos
- Cardinale Baltazar Enrique Porras Cardozo
- Vescovo Gerardo Ernesto Salas Arjona